# Maria Băiulescu
Maria Băiulescu, född 1860, död 1941, var en rumänsk författare och kvinnorättsaktivist.